# Ringo's Rotogravure
Albums de Ringo Starr
Blast From Your Past
(1975) Ringo the 4th
(1977)
Ringo's Rotogravure est le cinquième album studio de Ringo Starr, ex-batteur des Beatles.
Ringo, comme à son habitude, y invite une brochette d'amis de renom qui viennent collaborer : John Lennon, Paul McCartney et sa femme Linda, George Harrison, ce dernier toutefois ne participe pas à l'enregistrement de la chanson qu'il a écrite pour cet album, I'll Still Love You. On y retrouve aussi Eric Clapton, Peter Frampton et Dr. John, dans le but de recréer la formule magique du casting de stars de l'album Ringo. À noter que chacun des ex-Beatles a composé une chanson de cet album, outre celle déjà nommée de George Harrison, John Lennon a contribué avec la pièce Cookin' (In the Kitchen Of Love) alors que Paul McCartney a écrit Pure Gold. Eric Clapton a aussi composé pour l'album avec his Be Called A Song. 
Bien que soutenu par les singles A Dose of Rock'n'Roll et Hey, Baby, l'album peine à entrer dans les charts américains, et ne se classe pas du tout au Royaume-Uni. C'est le début pour Ringo d'une période difficile : cet échec commercial est suivi par de nombreux autres dans les années qui suivent.

## Liste des chansons
1. A Dose Of Rock 'N' Roll (Carl Grossman) – 3:24
2. Hey! Baby (Margaret Cobb/Bruce Channel) – 3:11
3. Pure Gold (Paul McCartney) – 3:14
4. Cryin (Vini Poncia/Richard Starkey) – 3:18
5. You Don't Know Me At All (Dave Jordan) – 3:16
6. Cookin' (In the Kitchen Of Love) (John Lennon) – 3:41
7. I'll Still Love You (George Harrison) – 2:57
8. This Be Called A Song (Eric Clapton) – 3:14
9. Las Brisas (Nancy Andrews/Richard Starkey) – 3:33
10. Lady Gaye (Vini Poncia/Richard Starkey/Clifford T. Ward) – 2:57
11. Spooky Weirdness (Non créditée) – 1:26

## Fiche de production

### Interprètes
- Ringo Starr : chant, batterie, maracas
- Eric Clapton : guitare (This Be Called A Song)
- Peter Frampton : guitare
- Danny Kortchmar : guitare
- Jesse Ed Davis : guitare
- Lon Van Eaton : guitare
- Mac Rebennack : guitare
- Sneaky Pete : guitare pedal steel
- Klaus Voormann : basse
- Cooker Lo Presti : basse
- Will Lee : basse
- Mac Rebennack : claviers, orgue
- John Jarvis : claviers
- Jane Getz : claviers
- Arif Mardin : piano électrique
- John Lennon : piano (Cookin')
- Paul et Linda McCartney : chœurs  (Pure Gold)
- Melissa Manchester, David Lasley, Harry Nilsson : chœurs
- Arif Mardin : synthétiseur Arp String Ensemble, direction des cordes et cuivres
- Lou Marini, Michael Brecker, George Young : saxophone Ténor
- Lewis Delgatto : saxophone Baryton
- Alan Rubin, Randy Brecker : trompette
- Mariachi Los Galleros de Pedro Rey – instrumentation et chœurs sur Las Brisas
- George Devens : marimba, congas
- Jim Keltner : batterie
- Robert Greenidge : steel drums
- King Errisson : percussions
- Gene Orloff : direction de l'orchestre